# Правила страхування
Правила страхування — умови страхування, на підставі яких укладається договір страхування.

## Значення правил страхування
Правила страхування є одним з основних документів страхової компанії. Вони розробляються страховиком для кожного виду страхування окремо і підлягають реєстрації в уповноваженому органі при видачі ліцензії на право здійснення відповідного виду страхування.

## Склад правил страхування
Правила страхування повинні містити:
- перелік об'єктів страхування;
- порядок визначення розмірів страхових сум та (або) розмірів страхових виплат;
- страховий ризик;
- виключення із страхових випадків і обмеження страхування;
- строк та місце дії договору страхування;
- порядок укладення договору страхування;
- права та обов'язки сторін;
- дії страхувальника у разі настання страхового випадку;
- перелік документів, що підтверджують настання страхового випадку та розмір збитків;
- порядок і умови здійснення страхових виплат;
- строк прийняття рішення про здійснення або відмову в здійсненні страхових виплат;
- причини відмови у страховій виплаті або виплаті страхового відшкодування;
- умови припинення договору страхування;
- порядок вирішення спорів;
- страховий тариф за договорами страхування іншими, ніж договори страхування життя;
- страховий тариф та методику їх розрахунку за договорами страхування життя;
- особливі умови.